# Скупштина града (Србија)
Скупштина града је највиши орган града који врши основне функције локалне власти, утврђене Уставом, законом и статутом. Скупштина града се сматра конституисаном избором председника скупштине и постављењем секретара скупштине.
Скупштина града одлучује ако седници присуствује већина од укупног броја одборника. Одлуке се доносе већином гласова присутних одборника, уколико законом или статутом није друкчије одређено. О доношењу статута, буџета, просторних и урбанистичких планова одлучује се већином гласова од укупног броја одборника.

## Надлежности
Скупштина града, у складу са законом:
- доноси статут града и пословник скупштине
- доноси буџет и завршни рачун града
- утврђује стопе изворних прихода града, као и начин и мерила за одређивање висине локалних такси и накнада
- доноси програм развоја града и појединих делатности
- доноси просторни и урбанистички план града и програме уређивања грађевинског земљишта
- доноси прописе и друге опште акте
- бира и разрешава локалног омбудсмана
- расписује градски референдум и референдум на делу територије града, изјашњава се о предлозима садржаним у грађанској иницијативи и утврђује предлог одлуке о самодоприносу
- оснива службе, јавна предузећа, установе и организације, утврђене статутом града и врши надзор над њиховим радом
- именује и разрешава управни и надзорни одбор, именује и разрешава директоре јавних предузећа, установа, организација и служби, чији је оснивач и даје сагласност на њихове статуте, у складу са законом
- бира и разрешава председника скупштине и заменика председника скупштине
- поставља и разрешава секретара скупштине
- бира и разрешава градоначелника и на предлог градоначелника, бира заменика градоначелника и чланове градског већа
- утврђује градске таксе и друге локалне приходе који граду припадају по закону
- утврђује накнаду за уређивање  грађевинског земљишта
- доноси акт о јавном задуживању града, у складу са законом којим се уређује јавни дуг
- прописује радно време угоститељских, трговинских и занатских објеката
- даје мишљење о републичком, покрајинском и регионалном просторном плану
- даје мишљење о законима којима се уређују питања од интереса за локалну самоуправу
- даје сагласност на употребу имена, грба и другог обележја града
- обавља и друге послове утврђене законом и статутом

## Избор и права одборника скупштине
Скупштину града чине одборници, које бирају грађани на непосредним изборима, тајним гласањем, у складу са законом и статутом града. Број одборника у скупштини града утврђује се статутом града, с тим што не може бити већи од 90. Најмањи број није дефинисан, али вероватно важи исто правило као и за скупштину општине, да је најмањи број одборника 19.
Одборници се бирају на четири године. Одборник не може бити запослени у градској управи и лице које именује, односно поставља скупштина града. Ако запослени у градској управи буде изабран за одборника, права и обавезе по основу рада мирују му док траје његов одборнички мандат. Даном потврђивања одборничког мандата лицима које је именовала, односно поставила скупштина јединице локалне самоуправе, престаје функција на коју су именовани, односно постављени. Прописи којима се уређује спречавање сукоба интереса при вршењу јавних функција, не искључују примену одредаба овог закона о пословима који су одређени као неспојиви са функцијом одборника скупштине града.
Одборник има право на заштиту мандата, укључујући и судску заштиту, која се остварује сходном применом закона којим се уређује заштита изборног права у изборном поступку. Одборник не може бити позван на кривичну одговорност, притворен или кажњен због изнетог мишљења или давања гласа на седници скупштине и радних тела.

## Председник и заменик председника скупштине града
Скупштина градаима председника скупштине. Председник скупштине организује рад скупштине града, сазива и председава њеним седницама и обавља друге послове утврђене законом и статутом града. Председник скупштине, на предлог најмање 1/3 одборника, бира се из реда одборника, на време од четири године, тајним гласањем, већином гласова од укупног броја одборника скупштине града. Председник скупштине може бити на сталном раду у града.
Председник скупштине може бити разрешен и пре истека времена за које је изабран, на исти начин на који је биран.
Председник скупштине има заменика који га замењује у случају његове одсутности и спречености да обавља своју дужност. Заменик председника скупштине бира се и разрешава на исти начин као и председник скупштине. Ако заменику председника скупштине мирују права из радног односа услед избора на ту функцију, заменик председника скупштине може бити на сталном раду у граду.

## Секретар скупштине града
Скупштина града има секретара који се стара о обављању стручних послова у вези са сазивањем и одржавањем седница скупштине и њених радних тела и руководи административним пословима везаним за њихов рад. Секретар скупштине се поставља на предлог председника скупштине на мандат од четири године и може бити поново постављен. Скупштина града може разрешити секретара и пре истека мандата, на предлог председника скупштине.
Секретар може имати заменика који га замењује у случају његове одсутности. Заменик секретара скупштине града поставља се и разрешава на исти начин и под истим условима као и секретар.
За секретара скупштине града може бити постављено лице које:
- има стечено високо образовање из научне области правне науке на основним академским студијама у обиму од најмање 240 ЕСПБ бодова, мастер академским студијама, специјалистичким академским студијама, специјалистичким струковним студијама, односно на основним студијама у трајању од најмање четири године или специјалистичким студијама на факултету
- има положени стручни испит за рад у органима управе
- има радно искуство најмање три године